# Grand Prix Sezon 1924
Sezon Grand Prix 1924 – kolejny sezon wyścigów Grand Prix organizowanych w Europie i Ameryce Północnej przez AIACR.

## Podsumowanie Sezonu

### Grandes Épreuves
| Data            | Grand Prix                           | Tor          | Zwycięzca (kierowcy) | Zwycięzca (konstruktorzy) | Wyniki |
| --------------- | ------------------------------------ | ------------ | -------------------- | ------------------------- | ------ |
| 30 maja         | Indianapolis 500                     | Indianapolis | Joe Boyer Lora Corum | Duesenberg                | Wyniki |
| 3 sierpnia      | Grand Prix Francji Grand Prix Europy | Lyon         | Giuseppe Campari     | Alfa Romeo                | Wyniki |
| 19 października | Grand Prix Włoch                     | Monza        | Antonio Ascari       | Alfa Romeo                | Wyniki |

### Pozostałe Grand Prix
| Data            | Grand Prix               | Tor       | Zwycięzca (kierowcy) | Zwycięzca (konstruktorzy) | Wyniki |
| --------------- | ------------------------ | --------- | -------------------- | ------------------------- | ------ |
| 13 kwietnia     | Tigullio Circuit         | Tigullio  | Tazio Nuvolari       | Bianchi                   | Wyniki |
| 27 kwietnia     | Targa Florio             | Madonie   | Christian Werner     | Mercedes                  | Wyniki |
| 27 kwietnia     | Coppa Florio             | Madonie   | Christian Werner     | Mercedes                  | Wyniki |
| 4 maja          | Belfiore Circuit         | Belfiore  | Antonio Masperi      | Bianchi                   | Wyniki |
| 18 maja         | Perugina Cup             | Perugia   | Emilio Materassi     | Itala                     | Wyniki |
| 23 maja         | Savio Circuit            | Rawenna   | Enzo Ferrari         | Alfa Romeo                | Wyniki |
| 1 czerwca       | Polesine Circuit         | Polesine  | Enzo Ferrari         | Alfa Romeo                | Wyniki |
| 9 czerwca       | Cremona Circuit          | Cremona   | Antonio Ascari       | Alfa Romeo                | Wyniki |
| 13 lipca        | Coppa Acerbo             | Pescara   | Enzo Ferrari         | Alfa Romeo                | Wyniki |
| 13 lipca        | Autodrome Cup            | Miramas   | Martín de Álzaga     | Sunbeam                   | Wyniki |
| 17 sierpnia     | Coppa Montenero          | Montenero | Renato Balestrero    | OM                        | Wyniki |
| 31 sierpnia     | Mugello Circuit          | Mugello   | Giuseppe Morandi     | OM                        | Wyniki |
| 27 września     | Grand Prix San Sebastián | Lasarte   | Henry Segrave        | Sunbeam                   | Wyniki |
| 12 października | Champions Match          | Montlhéry | Ernest Eldridge      | FIAT                      | Wyniki |
| 19 października | GP de l'Ouverture        | Montlhéry | J.G. Parry-Thomas    | Leyland-Thomas            | Wyniki |
| 9 listopada     | Garda Circuit            | Salò      | Guido Meregalli      | Diatto                    | Wyniki |